# Takayuki Arakaki
Takayuki Arakaki (新垣 貴之 Arakaki Takayuki?, Okinawa, 12 de agosto de 1996) es un exfutbolista japonés que jugaba como centrocampista.

## Trayectoria
En 2019 se unió al Giravanz Kitakyushu.

## Clubes
| Club                | País  | Año       |
| ------------------- | ----- | --------- |
| Giravanz Kitakyushu | Japón | 2019-2021 |
| Montedio Yamagata   | Japón | 2022-2024 |
| FC Gifu (cedido)    | Japón | 2024      |